# Saugues
Saugues – miejscowość i gmina we Francji, w regionie Owernia-Rodan-Alpy, w departamencie Górna Loara.
Według danych na rok 1990 gminę zamieszkiwało 2089 osób, a gęstość zaludnienia wynosiła 27 osób/km² (wśród 1310 gmin Owernii Saugues plasuje się na 99. miejscu pod względem liczby ludności, natomiast pod względem powierzchni na miejscu 3.).

## Współpraca
Miejscowość partnerska:
- Modave, Belgia